# أرنو شيكيدانز
أرنو شيكيدانز (بالألمانية: Arno Schickedanz)‏ (و. 1892 – 1945 م) هو سياسي، وصحفي، ودبلوماسي ألماني، ولد في ريغا، كان عضوًا في الحزب النازي، شارك في انقلاب بير هول، توفي في برلين، عن عمر يناهز 53 عاماً.

## مناصب
تولى منصب عضو مجلس النواب الألماني من ألمانيا النازية
.

## التعليم
تعلم في Riga Technical University ‏
.